# Rubens Paes de Barros Filho

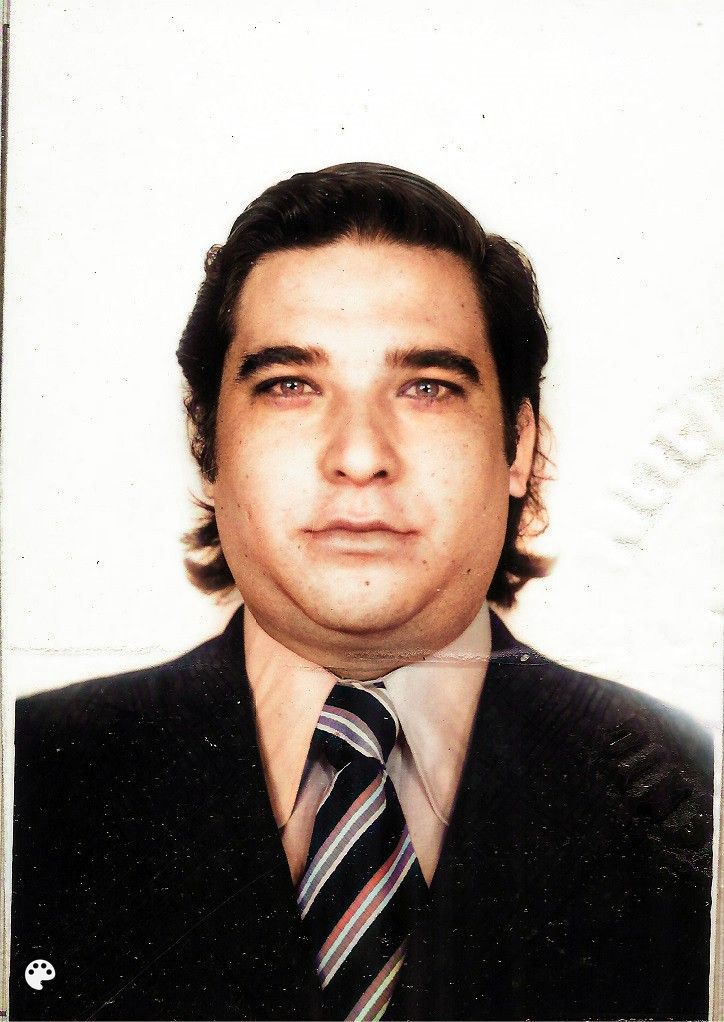
Foto do Engenheiro Civil Rubens Paes de Barros Filho

Rubens Paes de Barros Filho (Cuiabá, 20 de fevereiro de 1947 – 09 de abril de 2001), "Rubinho", foi um Engenheiro Civil formado pela Universidade Federal de Mato Grosso (UFMT), com especialização em Engenharia de Segurança. Filho de Rubens Paes de Barros e Carmen Nunes de Barros, fez seus estudos primários na Escola Modelo Barão de Melgaço (Cuiabá/MT), o ginasial na Escola Dom Bosco (Cuiabá/MT - também conhecido como Colégio dos Padres) e o científico no Colégio Liceu Cuiabano (Cuiabá/MT).
Iniciou na carreira do jornalismo ainda estudante, com apenas 12 anos, quando fez sonoplastia na Rádio "Difusora Bom Jesus de Cuiabá". Mais tarde, na Rádio "A Voz d’Oeste" e na Rádio "Cultura" (ambas também da cidade de Cuiabá), já fazia comentários políticos e de esporte, bem como entrevistava personalidades que chegavam na cidade. 
No início dos anos 70 era repórter do "Telejornal Canal 4" da TV Centro América (que hoje é a afiliada da TV Globo em Cuiabá).
Iniciou o curso de Engenharia Civil na Universidade Moura Lacerda, em Ribeirão Preto/SP, e, mais tarde, transferiu o curso para a Universidade Federal de Mato Grosso (UFMT), onde formou-se na segunda turma do Curso de Engenharia Civil.
Diplomado em 1973, especializa-se em Engenharia de Segurança  e é contratado engenheiro do hoje extinto Banco do Estado de Mato Grosso (BEMAT S/A), onde iniciou suas atividades profissionais de engenheiro. Nesta instituição, foi responsável técnico pelas obras de construção das agências do BEMAT em Cassilândia (hoje município de Mato Grosso do Sul), Pedra Preta, Mirassol d'Oeste, Dom Aquino, Alta Floresta, Barra do Garças, agências Bosque e Coxipó (em Cuiabá) e pela reforma da agência Central de Cuiabá (antigo prédio do Grande Hotel) e da agência de Campo Grande/MS.
Neste mesmo ano de 1973, é contratado como professor da Escola Técnica Federal de Mato Grosso (atual Instituto Federal de Mato Grosso - IFMT), na cadeira de professor de Mecânica dos Solos, para o curso de Estradas, onde lecionou por dois anos. Em seguida, ingressa na Universidade Federal de Mato Grosso (UFMT) como professor da disciplina Higiene e Segurança do Trabalho, para alunos do curso de Engenharia Civil.
Em 1982 é eleito Presidente do Conselho Regional de Engenharia, Arquitetura e Agronomia do Estado de Mato Grosso (CREA/MT), sendo reeleito ao cargo.  Não cumpriu seu segundo mandato, pois um grave acidente veicular o privou de sua visão em dezembro de 1984.
Mesmo após o acidente, permaneceu ativo nas atividades relacionadas à sua profissão de Engenheiro Civil. Foi Coordenador da Câmara Especializada de Engenharia Civil por dois mandatos (1998 e 1999), Vice-presidente do CREA/MT na gestão do engenheiro Ainabil Machado Lobo (1994 - 1996)  e no inicio do ano de 2000 foi eleito Presidente da Associação Brasileira dos Engenheiros Civis - Seção Mato Grosso (do qual foi sócio fundador no ano de 1980, juntamente com o engenheiro Satyro Pohl Moreira de Castilho) .
Também ocupou os seguintes cargos: Coordenador Regional da Mútua (Caixa de Assistência do CREA/MT); Presidente da Comissão de Licitação do BEMAT; Membro da Comissão Técnica de Tombamento da Prefeitura Municipal de Cuiabá/MT ; Sócio fundador do Instituto de Engenharia do Mato Grosso (IEM) ;	Presidente do Conselho Deliberativo da Associação dos Servidores do Banco do Estado de Mato Grosso (ASSBEMAT) ; Sócio fundador e Presidente da Associação dos Aposentados Participantes Assistidos Pensionistas e Beneficiários do Banco do Estado de Mato Grosso (AAPAB) .
No ano de 1999, em uma retomada à carreira de jornalista, fundou a Rádio Comunitária de Chapada dos Guimarães (no Município de Chapada dos Guimarães/MT) juntamente com seu concunhado Antônio José Zago, onde realizou um programa de entrevista intitulado como "Tribuna Comunitária" que ia ao ar todos os sábados no período noturno.
No outono de 2001, aos nove dias do mês de abril, faleceu vítima de embolia pulmonar, aos 54 anos de idade.

## Honrarias
- Atualmente o Plenário do Conselho Regional de Engenharia e Agronomia do Estado de Mato Grosso (CREA/MT) recebe o seu nome (Plenário Eng. Rubens Paes de Barros Filho). [15]
- Através da Lei Municipal nº. 963/2001, de autoria do vereador Luciano Augusto Neves, a Câmara Municipal de Chapada dos Guimarães/MT nomeou a antiga “Avenida A”, no Bairro Altos do Mirante, como “Avenida Rubens Paes de Barros Filho”. [16]
- Recebeu da Prefeitura Municipal de Cuiabá, na data de 25 de março de 1999, por intermédio do então Prefeito Roberto França Auad, o Diploma de Honra ao Mérito “Luis Phillipe Pereira Leite", pelos relevantes serviços prestados ao Município na área da Engenharia Civil.
- Foi homenageado na sessão solene de comemoração dos 50 anos da criação do Conselho Regional de Engenharia e Agronomia (CREA/MT), ocorrida no dia 16 de dezembro de 2016 no Plenário da Assembleia Legislativa de Mato Grosso, como uma das personalidades que fizeram a história da instituição no Estado, momento em que a Assembleia Legislativa, em requerimento do Deputado Estadual Sebastião Rezende, entregou à sua família uma “Monção de Aplausos”. [17]
- O Conselho Federal de Engenharia e Agronomia (CONFEA) aprovou a sua inscrição (no ano de 2001) no Livro do Mérito do Sistema CONFEA/CREAs, pela sua notável contribuição com o aprimoramento técnico da Profissão de Engenharia Civil. [18]